# Broad Cairn
Der Broad Cairn ist ein als Munro eingestufter, 998 Meter hoher Berg in Schottland. Als einer von wenigen Bergen in den schottischen Highlands ist bei ihm keine gälische Namensform bekannt. Eine früher vermutete Ableitung von Bràghad Càrn, was in etwa Gipfel des oberen Teils bedeuten würde, wurde inzwischen als unwahrscheinlich eingeschätzt, so dass der aus dem Scots stammende Name in etwa mit Breiter Gipfel übersetzt werden kann. Er liegt auf der Grenze der Council Areas Aberdeenshire und Angus in den Grampian Mountains etwa 15 Kilometer südwestlich von Ballater und 15 Kilometer südöstlich von Braemar auf dem weitläufigen Hochplateau der White Mounth, dessen höchster Gipfel der nordöstlich benachbarte Lochnagar ist.
Auf dem weitläufigen Hochplateau der White Mounth ist der Broad Cairn der südöstlichste Gipfel und hebt sich durch seine Lage am südöstlichen Ende mehr ab als beispielsweise der westlich benachbarte, 1012 Meter hohe Cairn Bannoch. Der kegelförmige Gipfel erstreckt sich oberhalb der an seiner Nordseite liegenden Felsen von Creag an Dubh-loch, die steil bis zum Dubh Loch oberhalb von Loch Muick abfallen, in etwa in Ost-West-Richtung. Vom Cairn Bannoch und dessen Vorgipfel Cairn of Gowal trennt ihn ein bis auf 934 Meter hohe absinkender Sattel, von dem aus sich nach Nordwesten das Coire Uilleim Mhoir zum Dubh Loch absenkt. Nach Süden weist der Broad Cairn einen kurzen und breiten, wenig auffälligen Südgrat auf, nach Osten leitet der breite, als Little Craig bezeichnete Ostgrat zu den östlich liegenden, niedrigeren Hügeln am Rande der White Mounth über, die durchweg lediglich noch Höhen unter 800 Metern aufweisen.

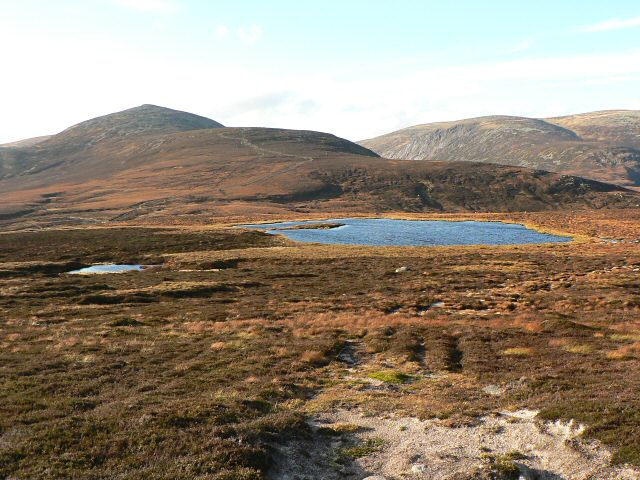
Blick vom östlich liegenden, 768 m hohen Sandy Hillock zum Broad Cairn
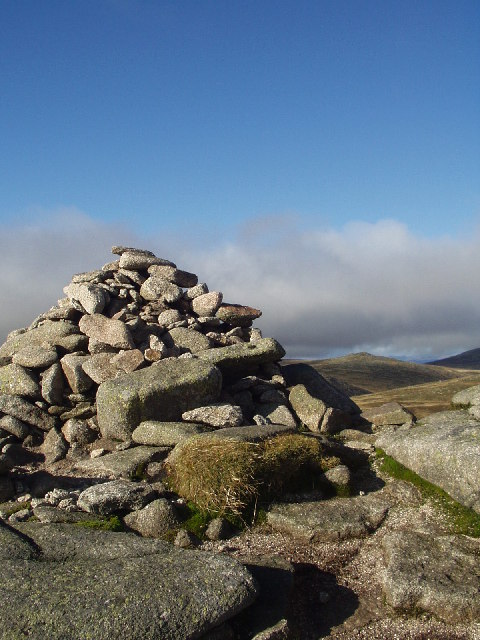
Der Gipfelcairn des Broad Cairn, im Hintergrund der Cairn Bannoch
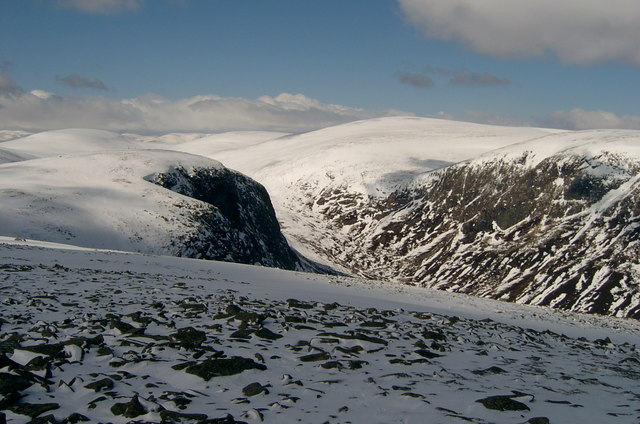
Blick vom Gipfel nach Nordwesten, links die Wände des Creag an Dubh-loch, rechts der Càrn a’ Choire Bhoidheach mit den Felsen des Eagle Rock.

Aufgrund seiner Lage weit abseits öffentlicher Straßen und Ansiedlungen erfordern alle Touren zum Broad Cairn lange Zustiege. Viele Munro-Bagger kombinieren seine Besteigung mit einer Rundtour über den Lochnagar und weitere der Munros auf den White Mounth. Ausgangspunkt ist die kleine Ansiedlung Spittal of Glenmuick am Ende der Fahrstraße von Ballater am Nordende von Loch Muick. Von dort ist der Broad Cairn  entlang der Ufer von Loch Muick zu erreichen. Alternativ kann er auch im Rahmen einer Rundtour über den Lochnagar und die weiter westlich liegenden Munros der White Mounth bestiegen werden. Von Süden besteht eine Zustiegsmöglichkeit durch Glen Clova, das Tal des South Esk, dessen Quellbäche an den Hängen des Broad Cairn und des Cairn Bannoch entspringen. Ausgangspunkt ist das Ende der Fahrstraße bei Glendoll Lodge.